# شركة المدفوعات الوطنية الهندية
شركة المدفوعات الوطنية الهندية (بالإنجليزية: National Payments Corporation of India)‏ هي منظمة شاملة لتشغيل أنظمة مدفوعات التجزئة والتسوية في الهند، وهي مبادرة من بنك الاحتياطي الهندي وجمعية البنوك الهندية بموجب أحكام قانون أنظمة الدفع والتسوية. ، 2007، لإنشاء بنية تحتية قوية للدفع والتسوية في الهند. تم إنشاؤه من قبل بنك الاحتياطي الهندي لتشغيل أنظمة مدفوعات التجزئة والتسوية في الهند.